# Sheila Zagury
Sheila Zagury (San Diego, Estados Unidos, 15 de outubro de 1964) é uma pianista e arranjadora norte-americana. No Brasil, estudou piano erudito, com Hermínia Roubaud, Maria Helena de Andrade e Daisy de Lucca; e na França, estudou na École de Musique Alfred Cortot, com Victoria Melki.
Foi membro dos grupos musicais Mulheres em Pixinguinha e Orquestra Lunar.
Gravou o CD Mulheres em Pixinguinha, juntamente com o grupo homônimo em 1999.
Além de atuar como pianista da Rio Jazz Orchestra por oito anos, Zagury acompanhou vários artistas, como Luli e Lucina, Eduardo Dussek, Ângela Rô Rô, entre outros.
Atualmente é membro da Orquestra de Bicicletas Cyclophonica.